# Angeliera dubitans
Angeliera dubitans is een pissebed uit de familie Microparasellidae. De wetenschappelijke naam van de soort is voor het eerst geldig gepubliceerd in 1977 door Stock.